# 李啟瑋
李啟瑋（1993年4月8日—）為臺灣男子籃球運動員，場上位置為得分後衛，現效力於台灣職業籃球大聯盟新竹御嵿攻城獅。

## 生平

### 學生時期
李啟瑋高中時就讀於基隆商工，並代表籃球校隊競逐HBL高中籃球聯賽。高二時一度入選U16中華男籃，卻因傷退出。高三時又因傷導致球季報銷。高中畢業後，受明道大學籃球隊教練賈凡延攬，獲得征戰UBA大專籃球聯賽公開一級的機會。
在大一菜鳥球季，他便獲得了許多上場機會，在100學年度大專籃球聯賽預賽、複賽階段陸續有所斬獲，雖該季明道止步第八名，但他仍獲選為大專籃球聯賽年度新人王。大二、大三他則替明道分別獲得第八名及第四名的成績。

### 職業生涯
大四時，他投入了第十二季超級籃球聯賽新人選秀會，並在首輪第七順位由璞園建築選進。他加入璞園的前兩季，共出賽195分鐘，場均上場6分鐘多，平均獲得1.5分、0.97籃板和0.13助攻。
2022年7月針對鼻中膈彎曲問題進行手術。
2023年1月1日，李啟瑋在主場迎戰臺南台鋼獵鷹的比賽投進9記三分球，追平T1聯盟本土單場最多三分進球紀錄。7月4日，李啟瑋從台灣啤酒英熊轉移至台啤雲豹。
2024年6月28日，台啤永豐雲豹宣布與李啟瑋結束合作關係。7月3日，李啟瑋加盟P. LEAGUE+新竹御頂攻城獅。

## 外部連結
- 李啟瑋的Instagram帳戶
- 李啓瑋在fiba.basketball（英语）
- 李啓瑋在台灣職業籃球大聯盟
- 李啓瑋在Eurobasket.com（球員）（英语）
- 李啓瑋在RealGM（英语）
- 李啓瑋在Flashscore（英语）